# Gansbaai
Gansbaai (in lingua olandese e afrikaans, "baia delle oche"), a volte appellata Gans Bay o Gangs Bay, è una città di pescatori nonché una popolare destinazione turistica affacciata sulla baia di Walker nella municipalità distrettuale di Overberg, nella provincia del Capo Occidentale, in Sudafrica. È famosa per l'elevata presenza di squali bianchi nel tratto di mare ad essa prospiciente e per essere una frequentata località per l'osservazione delle balene.
La principale attrazione turistica di Gansbaai è stata, a partire dal 1995 circa, l'immersione in gabbie tra esemplari di squalo bianco. Si ritiene che questa attrazione richiami il numero più elevato, dopo il parco nazionale Kruger, di turisti in Sudafrica, considerando le singole attività.

## Storia
Nei pressi di De Kelders, l'area residenziale di Gansbaai, si trova Klipgat Cave, parte della riserva naturale della baia di Walker. Questo sito, che trova paragoni solamente in altre tre localita del Capo Occidentale, è uno dei più importanti in Sudafrica per via degli importanti ritrovamenti archeologici rinvenuti. È attualmente aperto al pubblico, così come la riserva naturale.
L'economia di Gansbaai crebbe esponenzialmente quando, nel 1939, vi venne costruita una piccola fabbrica per la produzione di olio di fegato di squalo che, per via dell'alto valore di vitamina A in esso contenuto, era molto richiesto durante la seconda guerra mondiale.

## Società
Al censimento del 2011, la popolazione complessiva di Gansbaai contava 11.598 persone, distribuite su un'area di 12,4 kilometri quadrati, determinando un densità media di 932,1 abitanti al kilometro quadrato. Il 45% degli abitanti si è dichiarato "africano nero", il 30% "coloured" e il 24% "bianco". Il 53% della popolazione di Gansbaai parla l'afrikaans come prima lingua, il 40% la lingua xhosa, il 3% l'inglese e il 4% parla altre lingue.

## Cultura

### Istruzione
Ci sono tre scuole primarie pubbliche a Gansbaai:
- la scuola primaria Masakhane, una scuola in lingua xhosa e inglese con circa 550 studenti.
- la Gansbaai Primêre Skool, una scuola in lingua afrikaans con circa 500 studenti.

- la Laerskool Gansbaai, una scuola in lingua afrikaans con all'incirca 300 studenti.

È inoltre presente una scuola superiore, la Gansbaai Academia, aperta nel 2010, che ospita oltre 600 studenti e le cui lingue d'insegnamento sono l'afrikaans e l'inglese.